# Chandelier Tree

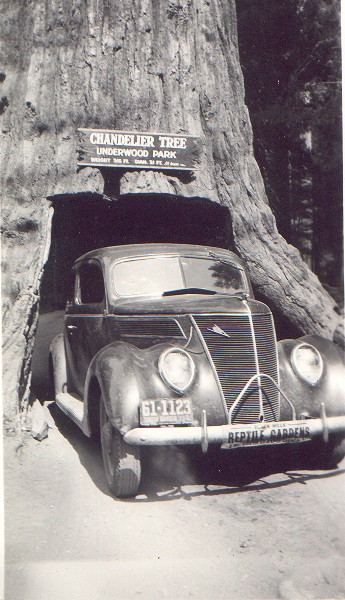
Voiture traversant l'arbre en 1941.

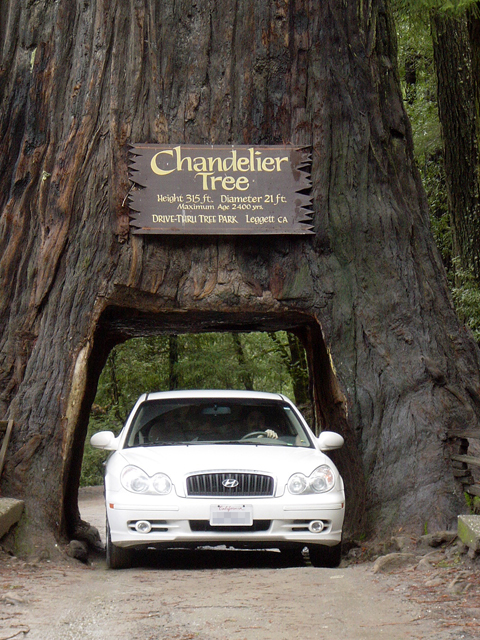
Voiture traversant l'arbre en 2005.

Le Chandelier Tree (l'« arbre chandelier »), situé dans le Drive-Thru Tree Park (« parc de l'arbre qu'on traverse en conduisant »), est un Sequoia sempervirens faisant 96 mètres de haut à Leggett (Californie). À sa base, le tronc est traversé par un trou faisant 1,8 mètre de large par 2,06 mètres de haut  permettant aux voitures de le traverser. Sa base mesure 6,4 mètres de diamètre.
Le nom d'« arbre chandelier  » vient de la forme de ses branches rappelant la forme d'un chandelier. Les branches, qui font de 1,2 à 2,1 mètres de diamètre commencent 30 mètres au-dessus du sol. L'arbre aurait été creusé au début des années 1930 par Charlie Underwood,.

## Compléments